# Варзеа-Алегри
Варзеа-Алегри (порт. Várzea Alegre)  —  муниципалитет в Бразилии, входит в штат Сеара. Составная часть мезорегиона Юго-центральная часть штата Сеара. Входит в экономико-статистический  микрорегион Варзеа-Алегри. Население составляет 37 440 человек на 2006 год. Занимает площадь 835,706 км². Плотность населения — 44,8 чел./км².
Праздник города —  10 октября.

## История
Город основан 10 октября 1870 года. 

## Статистика
- Валовой внутренний продукт на 2003 составляет 67.157.483,00 реалов (данные: Бразильский институт географии и статистики).
- Валовой внутренний продукт на душу населения на 2003 составляет 1.852,62 реалов (данные: Бразильский институт географии и статистики).
- Индекс развития человеческого потенциала на 2000 составляет 0,633 (данные: Программа развития ООН).